# Sigma Octantis
Pour les articles homonymes, voir Étoile polaire (homonymie) et Polaris.
Désignations
Sigma Octantis (σ Octantis, abrégé en σ Oct) est une étoile de magnitude apparente 5,45 située dans la constellation de l'Octant. Il s'agit de l'étoile visible à l'œil nu la plus proche du pôle Sud céleste. D'après la mesure de sa parallaxe par le satellite Gaia, elle est distante d'environ 90 pc (∼294 al) de la Terre. Elle s'éloigne du Système solaire à une vitesse radiale de +10 km/s.

## Étoile polaire
La position de Sigma Octantis à 1° 2' 24" du pôle Sud céleste en fait la contrepartie australe de α Ursae Minoris, l'étoile polaire des habitants de l'hémisphère nord. Pour un observateur situé dans l'hémisphère sud, Sigma Octantis apparaît quasiment immobile tandis que la voûte céleste tourne autour d'elle. Parfois désignée sous le nom de Polaris Australis ou étoile du Sud, Sigma Octantis n'a cependant qu'un éclat très faible, presque invisible à l'œil nu, ce qui limite son utilité pour déterminer le Sud (la constellation de la Croix du Sud remplit bien mieux cet office).

## Caractéristiques
Sigma Octantis est une étoile géante jaune-blanche de type spectral F0 III. C'est également une étoile variable de type Delta Scuti à faible amplitude, qui présente une variation de 0,05 magnitude seulement.